# Thord Sköldekrans
Thord Sköldekrans, född 30 december 1948 i Bollerups församling och uppväxt i Malmö, död 12 mars 2023 i Lidingö distrikt, var en svensk chefredaktör inom svensk fack- och nöjespress. Sköldekrans var sedan 1980 bosatt på Lidingö och arbetade 2005–2013 på informationsföretaget AB Svensk Byggtjänst som chefredaktör för facktidskrifterna AMA-nytt, Bygginfo PM och Aff-nyheter.
Sköldekrans arbetade först på Skånska Dagbladet som lokalredaktör för Österlen och som reporter på Malmöredaktionen, Radio Malmöhus, i Skåne som ortsombud åt lokalradion med bevakning av Mellersta Skåne för tidiga morgonsändningar och på tidningen Mellersta Skåne/Södra Sveriges Tidningar som reporter och redigerare. Han var vidare redaktör på Hänt i veckan 1974–1992, Hänt Extra 1992–1996 och även ensam förlagsägare åren 1997–2001 av Automobil Förlaget med titlarna Automobil och Formel 1 Guiden. Fram till årsskiftet 2003/2004 var han ansvarig för TV4:s motorsajt. Som Film/Video- och TV-redaktör var han ansvarig för bland annat Lennart Hylands TV-tidning, Sveriges första ”riktiga” TV-tidning med samtliga svenska och utländska kabel- och satellitkanaler.

## Kuriosa
Sköldekrans, som var racingutbildad deltog som förare i Saab:s åtta dagar långa Saab 900 Talladega Challenge 1996 i USA, då en rad världsrekord slogs under hastighetskörningen på ovalbanan.
Startade Automobil Classic Cars i samarbete med Svenska Slottsmässor - en bilutställning för entusiaster på Rosersbergs slott.
Tidigare ordförande för IFK Lidingös damfotboll, ansvarig för A-laget och även tidigare ledamot i IFK Lidingös huvudstyrelse.